# والمت ویهوری
والمت ویهوری (به انگلیسی: Valmet_Vihuri) یک هواگرد ملخ‌پیشین تک‌موتوره از نوع آموزشی ساخت شرکت والمت است. هواگرد والمت ویهوری نخستین پروازش را در ۶ فوریه ۱۹۵۱ میلادی انجام داد. در مجموع، تعداد ۵۱ فروند از این هواگرد ساخته شده‌است.